# آگوابیبا
آگوابیبا (به اسپانیایی: Aguaviva) یک شهرستان در اسپانیا است که در استان تروئل واقع شده‌است.

## خصوصیات
آگوابیبا ۴۲ کیلومترمربع مساحت و ۶۷۰ نفر جمعیت دارد.